# Papírová města (román)
Papírová města (v anglickém originále Paper Towns) je román amerického spisovatele a vloggera Johna Greena vydaný 16. října 2008 americkým knižním nakladatelstvím Dutton Books. Vypráví příběh dospívajícího Quentina „Q“ Jacobsena a jeho pátrání po Margo Roth Spiegelmanové, jeho sousedce a lásce z dětství. Během hledání zjišťují Quentin a jeho přátelé Ben, Radar a Lacey různé informace o Margo.
Autor se inspiroval svými zkušenosti a poznatky o existenci „papírových měst“, které získal během výletu po Jižní Dakotě. V žebříčku bestsellerů dětských knih listu The New York Times debutovalo dílo na 5. místě a v roce 2009 získalo ocenění Edgar Award za nejlepší román pro mládež. Dne 14. července 2015 byla společností 20th Century Fox vydaná stejnojmenná filmová adaptace.